# Grzegorz Fitelberg
Grzegorz Fitelberg est né dans une famille juive (le père Hozjasz Fitelberg, la mère Matylda Pintzof, la sœur Leja Wacholder, 1881-1941, ont tous été assassinés pendant l'Holocauste) à Daugavpils, dans l'Empire russe (actuelle Lettonie). Entre 1906-07, il se produit plusieurs fois à la Philharmonie de Berlin. 

## Biographie
Après ses études de violon et de composition, il est engagé comme violoniste à l'Orchestre philharmonique de Varsovie jusqu'en 1904. Puis il se consacre à la direction d'orchestre à Berlin, puis d'opéras à Vienne, au Théâtre Mariinsky de Saint-Pétersbourg et au Théâtre Bolchoï de Moscou.
Il dirige les Ballets russes de 1921 à 1924 à la demande de Serge de Diaghilev. De retour à Varsovie, il dirige l'Orchestre philharmonique de Varsovie, puis l'Orchestre symphonique national de la radio polonaise (qu'il a fondé).
Avec les compositeurs polonais Karol Szymanowski, Ludomir Różycki et Mieczysław Karłowicz, il a été membre de Młoda Polska (« Jeune Pologne »), un courant artistique qui avait pour but de valoriser « l’art pour l’art » et l’imaginaire.
Son fils, Jerzy Fitelberg est compositeur.

## Répertoire
Il a défendu l'œuvre de Karol Szymanowski dont il a créé la Symphonie no 2 (1910), le ballet Harnasie (1923), le Stabat Mater (1926) et la symphonie no 4 « Concertante » (1932).

## Œuvres
- Romans bez słów (Romance sans parole) pour violon et piano, 1892
- Sonate n°1 pour violon et piano op. 2, 1894
- Berceuse pour violon et piano, 1897
- Chanson triste pour piano, 1900
- Mazurka pour violon et piano, 1900
- Romans bez słów pour violon et piano, 1900
- Trio en fa mineur pour violon, violoncelle et piano op. 10, 1901
- Sonate n°2 pour violon et piano op. 12, 1901
- Concerto pour violon et orchestre op. 13, 1903
- Canzoneta pour orchestre, 1903
- Symphonie n°1 op. 14, 1904
- Pieśń o Sokole (Le Chant du Faucon), Poème symphonique op. 18, 1905
- Preludium i Pieśń "Łabędź" pour voix et piano, 1906
- Wiosna (Printemps), Ouverture, 1906
- Symphonie n°2 op. 19, 1907
- Cinq Lieder op. 21 (sur des poèmes de Richard Dehmel), 1907
- Six Lieder op. 22, 1907
- Protesilas i Laodamia pour voix et orchestre op. 24, 1908
- Rapsodia Polska (Rhapsodie polonaise) pour orchestre op. 25, 1913
- Rapsodia n°2 pour orchestre, 1914
- W Głębi Morza (Des Profondeurs de la Mer), Tableau musical en forme d'ouverture pour orchestre op. 26, 1914
- Tzu der Chuppa, Tableau musical pour clarinette et piano
- Recitativ pour clarinette et piano, 1918
- Marsz Radosny (Marche joyeuse) pour orchestre, 1953